# Płomienniczek owocolubny
Płomienniczek owocolubny (Flammulaster carpophilus (Fr.) Earle ex Vellinga) – gatunek grzybów należący do rzędu pieczarkowców (Agaricales).

## Systematyka i nazewnictwo
Pozycja w klasyfikacji według Index Fungorum: Flammulaster, Tubariaceae, Agaricales, Agaricomycetidae, Agaricomycetes, Agaricomycotina, Basidiomycota, Fungi.
Po raz pierwszy zdiagnozował go w 1815 r. Elias Fries, nadając mu nazwę Agaricus carpophilus. Obecną, uznaną przez Index Fungorum nazwę nadali mu Franklin Sumner Earle i Else Vellinga w 1986 r.
Ma 27 synonimów. Niektóre z nich:

- Flammulaster carpophiloides (Kühner) Watling 1967
- Flammulaster subincarnatus (Joss. & Kühner) Watling 1967
- Flocculina carpophila (Fr.) P.D. Orton 1960
- Flocculina carpophiloides (Kühner) P.D. Orton 1960
- Naucoria carpophiloides Kühner 1957
- Naucoria subincarnata Joss. & Kühner 1957
- Phaeomarasmius carpophilus (Fr.) Singer 1948
- Phaeomarasmius carpophiloides (Kühner) M.M. Moser 1967
- Phaeomarasmius rhombosporus (G.F. Atk.) Malloch & Redhead 1979

Nazwę polską zaproponował Władysław Wojewoda w 1999 r.

## Morfologia
Owocnik
Jednoroczny. Kapelusz o średnicy 1–2 cm, wypukły, czasami z garbkiem, biało-żółtawy lub płowy. Brzeg z resztkami osłony. Powierzchnia matowa, ziarnista. Trzon o wysokości 4–5 cm, pełny, prosty lub zakrzywiony, aksamitny, na brunatnożółtym tle pokryty delikatnymi, białawymi resztkami osłony. Blaszki dość gęste, kremowe o ostrzach orzęsionych.
Cechy mikroskopowe
Wysyp zarodników jasnobrązowy. Zarodniki migdałowate 5,8–8,2 × 4,3–5,5 µm.

## Występowanie i siedlisko
Płomienniczek owocolubny znany jest w kilku krajach Europy i w niektórych miejscach na zachodnim wybrzeżu Ameryki Północnej. W piśmiennictwie naukowym na terenie Polski do 2003 r. podano 10 stanowisk. Nowe stanowiska podaje internetowy atlas grzybów. Znajduje się na Czerwonej liście roślin i grzybów Polski. Ma status R – gatunek potencjalnie zagrożony z powodu ograniczonego zasięgu geograficznego i małych obszarów siedliskowych>.
Saprotrof. Występuje w lasach na opadłych owocach i liściach drzew liściastych, zwłaszcza buka. Owocniki pojawiają się od maja do października.